# Mořic Loth
Mořic Loth, také Moritz Loth (29. prosince 1832 Milotice – 18. února 1913 Cincinnati), byl židovský americký podnikatel, spisovatel, novinář a zastánce reformního judaismu ve Spojených státech amerických.

## Životopis

### Mládí a příchod do USA
Narodil se jako sedmé dítě židovského nájemce milotické obecní hospody Bernarda Lotha a jeho manželky Pavlíny, rozené Strassmanové. Rodina přišla do Milotic patrně z Uher. Vzdělání získal nejprve doma a později na moravských veřejných školách. Rodina později přesídlila do sousedních Vacenovic, pak do Bzence a nakonec zřejmě do Uher.
Jako mladík se zúčastnil uherské revoluce na straně protihabsburských povstalců, což jej vedlo po potlačení revoluce k emigraci do Spojených států amerických. V roce 1859 se usadil v Cincinnati v Ohiu. Zřejmě po příchodu do Cincinnati se oženil, a to s Frederikou Wilhartzovou. Z manželství vzešlo pět dětí. Spolu s ním odešel do Spojených států amerických i jeho starší bratr Josef, který se kolem roku 1857 usadil v New Yorku a stal se úspěšným obchodníkem s textilem.

### Podnikatel a reformní žid

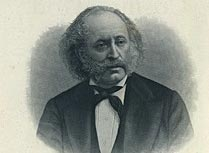
Lothův spolupracovník Isaac Mayer Wise.

Ve státě Ohio byl uznáván jako velký obchodník a podnikatel. V Cincinnati byl kupříkladu členem společnosti Board of Trade, která založila společnost Jihovýchodních železnic. Loth však popularitu získal především jako stoupenec reformního judaismu, který stál do určité míry v opozici k židovství tradičnímu, ortodoxnímu. Jeho spolupracovníkem a přítelem byl známý reformní cincinnatský rabín Izák Mayer Wise (1819–1900), jenž měl stejně jako Loth české kořeny.
Byl prezidentem Wiseovy Kongregace B’ne Jeshurun sdružující liberální židy v Cincinnati a právě z této pozice inicioval sjednocení lokálních kongregací reformních židů po celých Spojených státech amerických do Unie amerických hebrejských kongregací v roce 1873. Stal se prvním prezidentem Unie a v této funkci setrval až do roku 1889. Jedním z cílů Unie bylo podporovat instituce zabývající se židovskou literaturou a teologií. K tomuto účelu byl v roce 1875 založen nejstarší židovský vzdělávací institut ve Spojených státech amerických pro reformní rabíny, učitele a vychovatele Hebrew Union College. Byl jedním ze zakladatelů tohoto teologického učiliště, na jehož vznik shromáždil více než 50 000 amerických dolarů. Při institutu založil také Ženskou podpůrnou vzdělávací společnost, jež pomáhala nemajetným dívkám studujícím na Hebrew Union College.

### Spisovatel a novinář
Tento podnikatel působil i jako spisovatel a povídkář. Z počátku publikoval pod pseudonymem v různých novinách krátké povídky. Pod jeho skutečným jménem vyšla až roku 1870 knižně vydaná novela Naše vyhlídky, kterou věnoval svému bratru Josefovi. Po ní následovaly další povídky v knižní podobě: Zrozený Bottwell, Smířlivý polibek (1874), Perly z Bible (1894), Na vyšší rovině (1899), Vlny myšlenek, Malá změna a Sluneční paprsky.
Byl rovněž vydavatelem časopisu Monitor Magazine a v 80. letech 19. století působil jako redaktor židovských cincinnatských novin The American Israelite (dříve The Israelite).
Zemřel 18. února 1913 ve věku nedožitých 80 let v Cincinnati.